# انتخابات شورای ملی بوتان (۲۰۱۸)
انتخابات شورای ملی بوتان در ۲۰ آوریل ۲۰۱۸ در بوتان برگزار خواهد شد.

## روش
بیست نفر از ۲۵ عضو شورای ملی بوتان از حوزه‌های انتخابیه تک‌نماینده با روش نخست‌نفری انتخاب می‌شوند.